# Luis Fernando Salas
Luis Fernando Salas Navarro (Cali, 6 de abril de 1974) es un actor, presentador y modelo colombiano.

## Filmografía

### Televisión
| Año       | Título                            | Personaje                                        |
| --------- | --------------------------------- | ------------------------------------------------ |
| 1996-1998 | Fuego verde                       |                                                  |
| 1998      | Hermosa niña                      | Tomás Caballero                                  |
| 1998      | Amor en forma                     | Johnny                                           |
| 1998-1999 | Yo amo a Paquita Gallego          | John Jairo Zapata                                |
| 1999      | Francisco el Matemático           | Victor Varela                                    |
| 1999      | Padres e hijos                    | Antonio                                          |
| 2000      | Entre amores                      | Josué                                            |
| 2000-2001 | La baby sister                    | Edwin Etiel Paipa                                |
| 2000-2002 | Pobre Pablo                       | Néstor Cobos                                     |
| 2001      | Luzbel está de visita             | Asdrúbal Zamora                                  |
| 2003      | Retratos                          |                                                  |
| 2004      | Amor de mis amores                | Lorenzo Sanmiguel                                |
| 2004-2005 | Luna, la heredera                 | Carlos                                           |
| 2004-2005 | La saga, negocio de familia       | Quique                                           |
| 2005-2006 | Lorena                            | Juan Vickes                                      |
| 2006      | Merlina, mujer divina             | Robin Gutiérrez                                  |
| 2006      | Decisiones                        |                                                  |
| 2006-2007 | En los tacones de Eva             | Nardo                                            |
| 2006-2007 | Hasta que la plata nos separe     |                                                  |
| 2006-2008 | La hija del mariachi              | Andrés                                           |
| 2008      | Aquí no hay quién viva            | Daniel Montero (Ep: Érase un premio Parte 1 y 2) |
| 2008      | La sucursal del cielo             | Fernando Lizcano                                 |
| 2008-2009 | Sin senos no hay paraíso          | Urquía                                           |
| 2010      | Doña Bella                        | David                                            |
| 2011      | Un sueño llamado salsa            | Tito                                             |
| 2011      | Infiltrados                       |                                                  |
| 2012      | La Mariposa                       | Arias                                            |
| 2012      | La ruta blanca                    | Freddy Jair Otálvaro 'El Chontaduro'             |
| 2013      | Alias el Mexicano                 |                                                  |
| 2013      | Allá te espero                    | Leonardo                                         |
| 2013      | La Madame                         | Raúl Tuirán                                      |
| 2014-2015 | Niche                             |                                                  |
| 2016-2017 | Cuando vivas conmigo              | Narciso Veranda                                  |
| 2017      | Las Vega's                        | Policía                                          |
| 2017      | Sin senos si hay paraíso 2        | Dr. Jorge Cifuentes                              |
| 2018      | La mama del 10                    | El Calidoso                                      |
| 2018-2020 | Noobees                           | Héctor                                           |
| 2020      | Amparo Arrebato                   | Caliche                                          |
| 2021      | Enfermeras                        | Jaime Dueñas                                     |
| 2021      | El Cartel de los Sapos: el origen | Mariano                                          |
| 2022-2023 | Leandro Díaz                      |                                                  |
| 2023      | El club de los graves             | Ocampo                                           |
| 2023-2024 | Rigo                              | Alexander                                        |
| 2024      | Rojo carmesí                      | Samuel Gutiérrez                                 |
| 2025      | La casa de los famosos Colombia   | El mismo (10.mo eliminado)                       |

## Cine
| Año  | Titulo                    | Personaje |
| ---- | ------------------------- | --------- |
| 2023 | ¿Qué corre por tus venas? | Iván      |

## Premios y nominaciones

### Premios TVyNovelas
| Año  | Categoría                            | Telenovela o Serie    | Resultado |
| ---- | ------------------------------------ | --------------------- | --------- |
| 2015 | Mejor actor antagónico de telenovela | Niche                 | Nominado  |
| 2007 | Mejor actor antagónico               | Merlina, mujer divina | Nominado  |
| 1998 | Mejor actor revelación               | Fuego verde           | Nominado  |